# Вирџинија (Минесота)
Вирџинија (енгл. Virginia) град је у америчкој савезној држави Минесота.

## Демографија
По попису из 2010. године број становника је 8.712, што је 445 (-4,9%) становника мање него 2000. године.
| Група             | 2000.         | 2010.         |
| Белци             | 8.666 (94,6%) | 7.923 (90,9%) |
| Афроамериканци    | 42 (0,5%)     | 136 (1,6%)    |
| Азијати           | 50 (0,5%)     | 46 (0,5%)     |
| Хиспаноамериканци | 73 (0,8%)     | 128 (1,5%)    |
| Укупно            | 9.157         | 8.712         |